# Figlów
Figlów (niem. Folgenhäuser) – przysiółek wsi Sady Górne w Polsce położony w województwie dolnośląskim, w powiecie jaworskim, w gminie Bolków, na Pogórzu Wałbrzyskim w Sudetach, pomiędzy górą Młynarką i Bukową a masywem Łysicy i Sójki. W przysiółku ma swoje źródło potok Sadówka. Figlów przynależy do sołectwa Sady Górne. Położony jest na drodze pomiędzy Sadami Górnymi a Nagórnikiem.
W latach 1975–1998 przysiółek administracyjnie należał do województwa jeleniogórskiego.
Pierwsza wzmianka jako o wsi pochodzi z 1656 r. Dawniej na terenie wsi znajdowały się chaty tkaczy i ludzi pracujących w lesie. Do dzisiaj znajduje się tam przydrożna kapliczka.

## Historyczne nazwy
- Folgenhäuser do 1946 r.
- Rządza do dnia 1 stycznia 2002 r. (przysiółek)[5]
- Figlów (przysiółek)

## Szlaki turystyczne
- niebieski – Szlakiem Zamków prowadzący z Bolkowa do Bolkowa przez wsie: Świny, Wolbromek, Sady Dolne, Sady Górne, Nagórnik, Półwsie, Wierzchosławice.